# Micheldorf (St. Veit an der Glan)
Micheldorf is een gemeente in de Oostenrijkse deelstaat Karinthië, gelegen in het district Sankt Veit an der Glan (SV). De gemeente heeft ongeveer 1200 inwoners.

## Geografie
Micheldorf heeft een oppervlakte van 16,99 km². Het ligt in het zuiden van het land.
Althofen · Brückl · Deutsch-Griffen · Eberstein · Frauenstein · Friesach · Glödnitz · Gurk · Guttaring · Hüttenberg · Kappel am Krappfeld · Klein Sankt Paul · Liebenfels · Metnitz · Micheldorf · Mölbling · Sankt Georgen am Längsee · Sankt Veit an der Glan · Straßburg · Weitensfeld im Gurktal